# Schakalen (roman)
För andra betydelser, se schakalen
Schakalen (The Day of the Jackal) är en roman av Frederick Forsyth som först utgavs 1971 och översattes till svenska 1972. 

## Handling
En professionell lönnmördare får av Organisation de l'Armée Secrète, en fransk terroristgrupp, i uppdrag att mörda Charles de Gaulle. En fransk polis råkar få veta om attentatet i förväg och försöker spåra den mystiske lönnmördaren.

## Om boken
- Carlos, alias Ilich Ramírez Sánchez fick namnet Schakalen när ett exemplar av romanen hittades i ett hotellrum efter en misslyckad polisrazzia.
- Boken vann många priser, inklusive The Martin Beck Award från Svenska Deckarakademin.
- Berättelsen om Schakalen har filmatiserats tre gånger, 1973, 1997 och 2024. I den första långfilmen spelas den svårfångade lönnmördarens roll av Edward Fox — i den andra av Bruce Willis. Schakalens främste antagonist gestaltas av Michael Lonsdale respektive Richard Gere. Den senaste är en brittisk tv-serie förlagd i modern tid, där Schakalen spelas av Eddie Redmayne.

## Filmatiseringar
- Schakalen, film från 1973
- Schakalen, film från 1997
- Schakalen, TV-serie från år 2024